# Ocularia undulatofasciata
Ocularia undulatofasciata là một loài bọ cánh cứng trong họ Cerambycidae.